# 古弗努爾島
古弗努爾島（英語：Gouverneur Island），是南極洲的島嶼，位於阿黛利地，處於佩特雷爾島西南面2.2公里和測地角以東4.4公里，屬於地質學群島的一部分，現時由南極條約體系管理。